# Кокосовая пальма
Коко́совая па́льма (лат. Cócos nucífera) — растение семейства Пальмовые (Арековые); единственный вид рода Cocos.

## Название
Есть мнение, что научное название рода происходит от португальского слова coco («обезьяна») и дано из-за пятен на орехе, которые делают его похожим на морду обезьяны. Более вероятно, что в основе названия лежит лат. coccum («косточка»), др.-греч. κόκκος («зёрнышко»), сравн. кокколитофориды, в то время как португальское coco как название кокосовой пальмы не связано со словом coco («обезьяна») и происходит от лат. coccum. В русский язык слово пришло посредством французского и/или немецкого. Видовое название nucífera — от латинских слов nux («орех») и ferre («нести»).

## Ботаническое описание

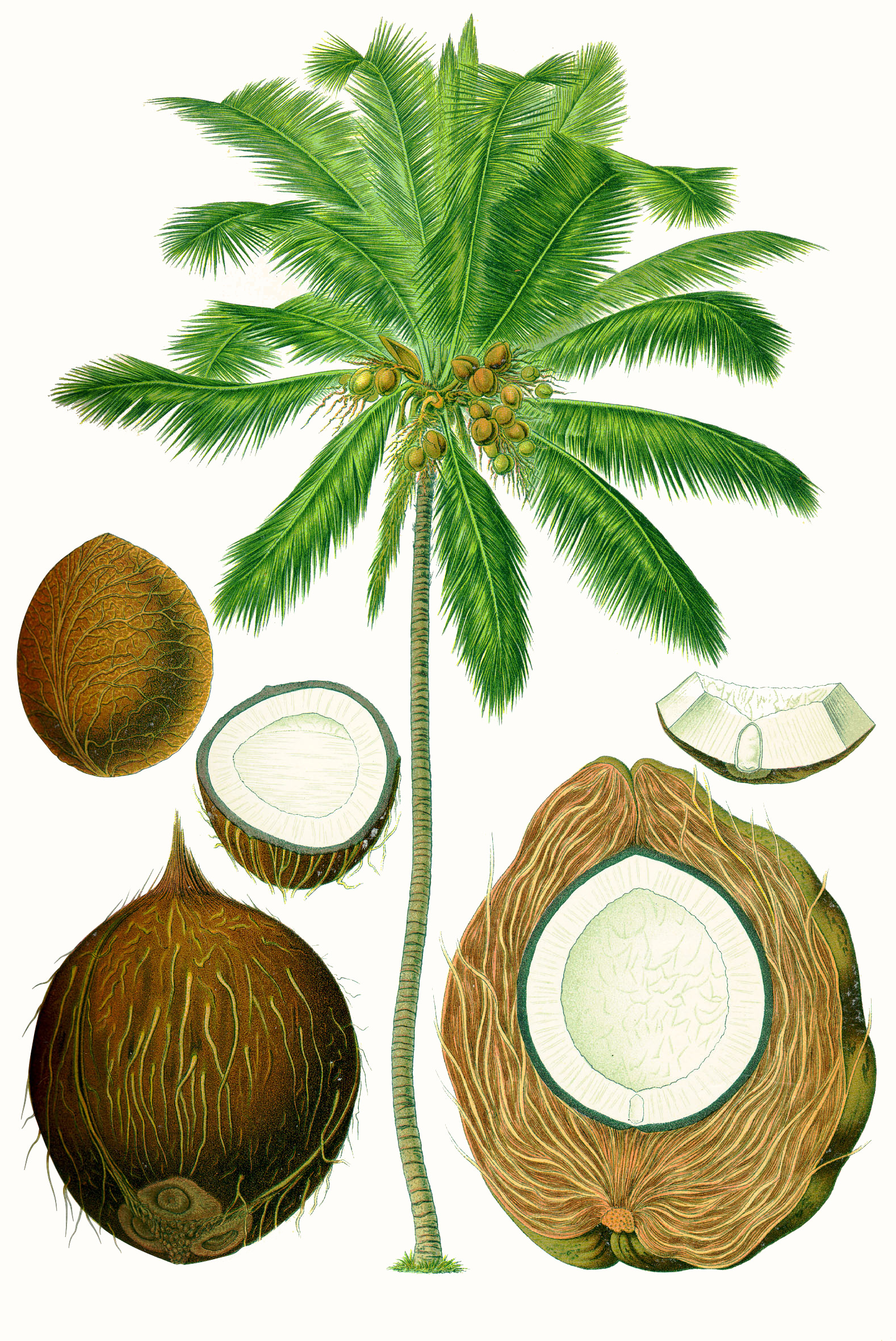

Высокая (до 27—30 м) стройная пальма. Ствол — 15—45 см в диаметре (у основания до 60 см), гладкий, в кольцах от опавших листьев, слегка наклонён и расширен у основания. Боковых ветвей нет, но внизу часто развиваются опорные корни. Формирование ствола начинается в возрасте дерева в 4-6 лет. Его вторичного утолщения не происходит из-за отсутствия камбия. Кокосовая пальма имеет одну верхушечную почку, в случае отмирания которой дерево гибнет. Ствол, как правило, изогнутый.
Листья перисторассечённые, плотные, крупные — длиной до 6 м и шириной до 1 м. Листьев на разных этапах их жизненного цикла в кроне пальмы от 20 до 40. У взрослых деревьев листья образованы 200—250 листочками длиной 60—90 см и шириной до 2—3 см. При хороших условиях новые листья появляются на дереве каждые 3—4 недели, в плохих — 2—3 месяцев. Лист достигает максимального размера приблизительно через год, и продолжительность его жизни превышает 3 года. Ежемесячно формируется и отмирает примерно по 1 листу (в год 12-15 листов). Благодаря этому по количеству листовых рубцов можно приблизительно оценить возраст конкретной пальмы.
Соцветие — метёлка с колосками длиной 1—2 м, свешивающаяся с вершины дерева. Цветки мелкие, жёлтого цвета. Соцветия располагаются в пазухах листьев и появляются с интервалом в 3—6 недель. При благоприятных условиях цветение длится круглый год. На соцветиях располагаются мужские и женские цветки. Опыление осуществляется насекомыми и ветром. Для некоторых сортов кокосовой пальмы характерным является перекрёстное опыление и гетерозиготность потомства, для карликовых сортов — большая генетическая однородность и самоопыление. Из-за обильного опадения завязей на соцветии остаётся обычно только 6—12 плодов.
Главный корень отмирает рано и заменяется большим числом придаточных корней, отходящих от основания ствола. Придаточные корни существуют 10-20 лет, а некоторые корни отмирают после 50 лет. У кокосовой пальмы отсутствует вторичное утолщение корней. Их толщина составляет от 8 до 13 мм. Активная часть корневой системы представлена всасывающими корешками, которые обеспечивают контакты с большим объёмом почвы и обильное поглощение минеральных веществ и воды. Благодаря этому компенсируется отсутствие корневых волосков. Основная масса горизонтальных корней распространяется в слое почвы на глубину до 50 см, реже — глубже, отдельные вертикальные корни могут достигать глубины до 8 м.

### Плод

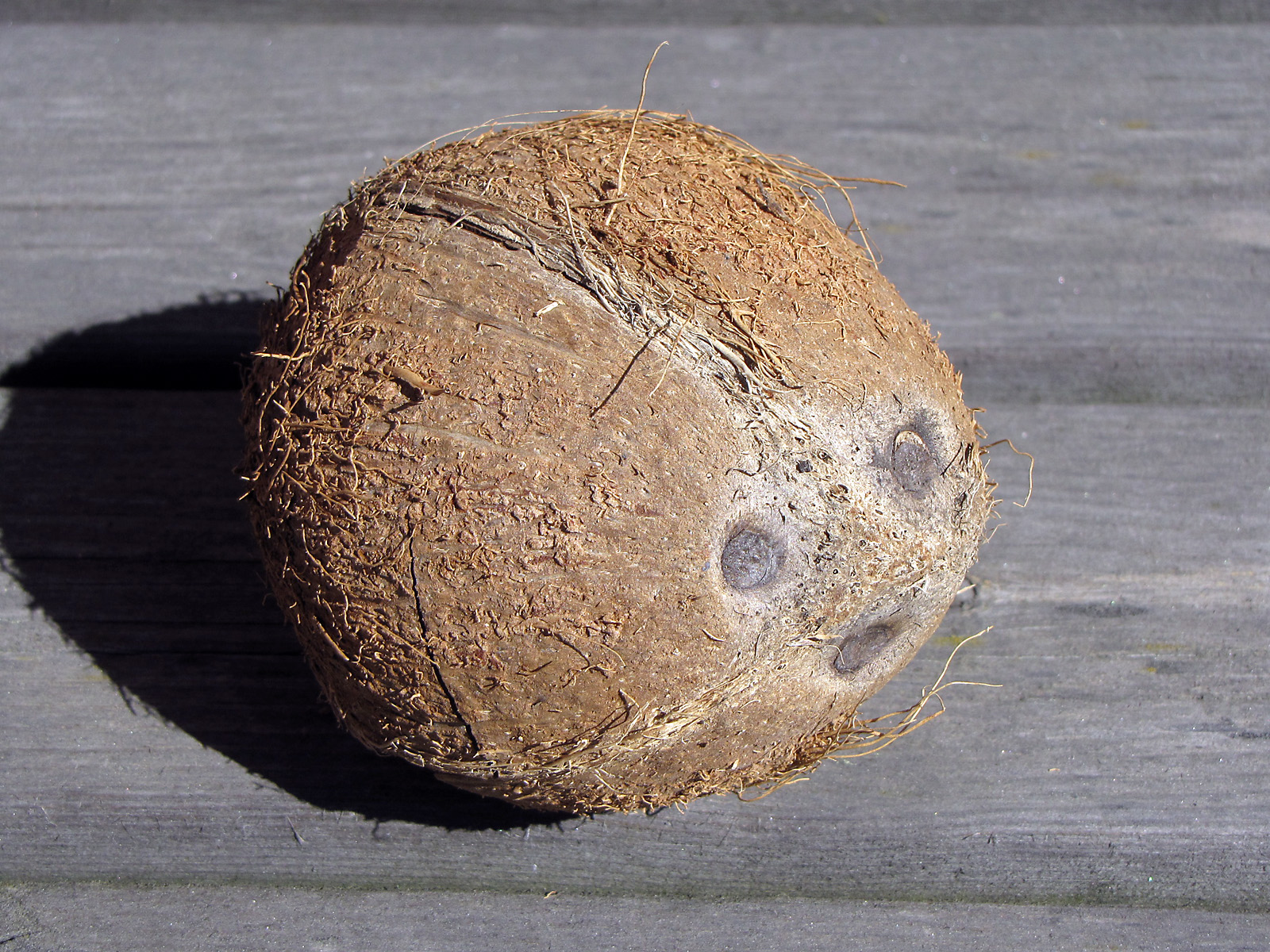
Эндокарпий плода кокосовой пальмы — т. н. кокосовый орех

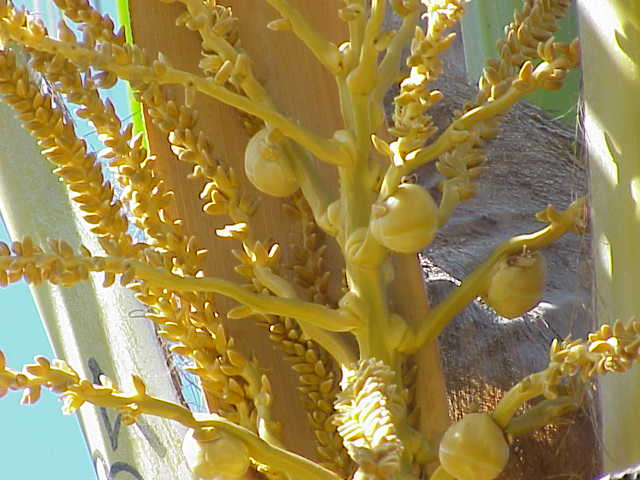
Завязывающиеся кокосовые орехи

Плод — псевдомономерная костянка или пиренарий (бытовое название — «кокосовый орех»), покрытая волокнистой оболочкой. Плоды кокосовой пальмы являются крупными: их длина до 30—40 см, ширина — до 25—30 см, масса 1,4—2,5 кг.
Плод сравнительно округлый. Снаружи он покрыт кожистым экзокарпом зелёного, жёлтого или красноватого цвета. Наружная оболочка плода пронизана волокнами (койр). Далее следует волокнистый слой мезокарпа толщиной от 2 до 15 см. Этот слой предохраняет семя от перегрева и обеспечивает плавучесть плода. В этом слое в значительных количествах накапливается калий и другие зольные элементы. У молодых плодов слой мезокарпа является съедобным. Внутренняя оболочка (эндокарп) — твёрдая «скорлупа» с тремя порами, ведущими к трём семяпочкам, из которых только одна развивается в росток. Семя состоит из зародыша и твёрдого эндосперма (мясистого внутриповерхностного слоя) белого цвета толщиной около 12 мм (мякоть, или копра). Внутренняя полость незрелого кокосового ореха полностью, а у зрелого — наполовину, заполнена жидким (кокосовая вода) эндоспермом. Сперва он жидкий и прозрачный, а с созреванием кокоса в нём появляются капли масла, выделяемого копрой, и он становится слегка желтоватым и маслянистым на вид, и происходит образование эмульсии — кокосового молока. Молодые плоды возрастом до 5 месяцев накапливают в себе максимальное количество жидкости. Весь эндосперм объёмом 0,5 — 1 л содержит сахара, много органических кислот и солей кальция, но крайне мало витаминов. Его состав зависит от стадии созревания плодов и является близким к коровьему или буйволиному молоку. В кокосовом молоке содержится примерно 10 % сухих веществ, 0,8 % белка, 7,0 % жиров и 1,4 % сахаров. По мере дальнейшего созревания кокоса в нём увеличивается количество жиров и белков, и происходит формирование твёрдого эндосперма. Период от опыления цветка до созревания плодов находится в пределах 330—430 дней. Плоды растут группами по 15 — 20 штук, полностью созревая в течение восьми — десяти месяцев. В культуре дерево начинает плодоносить с семи — девяти лет и продолжает около 50 лет. Одно дерево ежегодно даёт от 60 до 200 плодов. «Орехи» собирают полностью созревшими (на копру и другие продукты) или за месяц до созревания (на койр). Койр применяется в мебельной промышленности (волокна соединяются латексом — отсюда стойкий запах «резины») в таких изделиях как матрацы.

## Происхождение и распространение

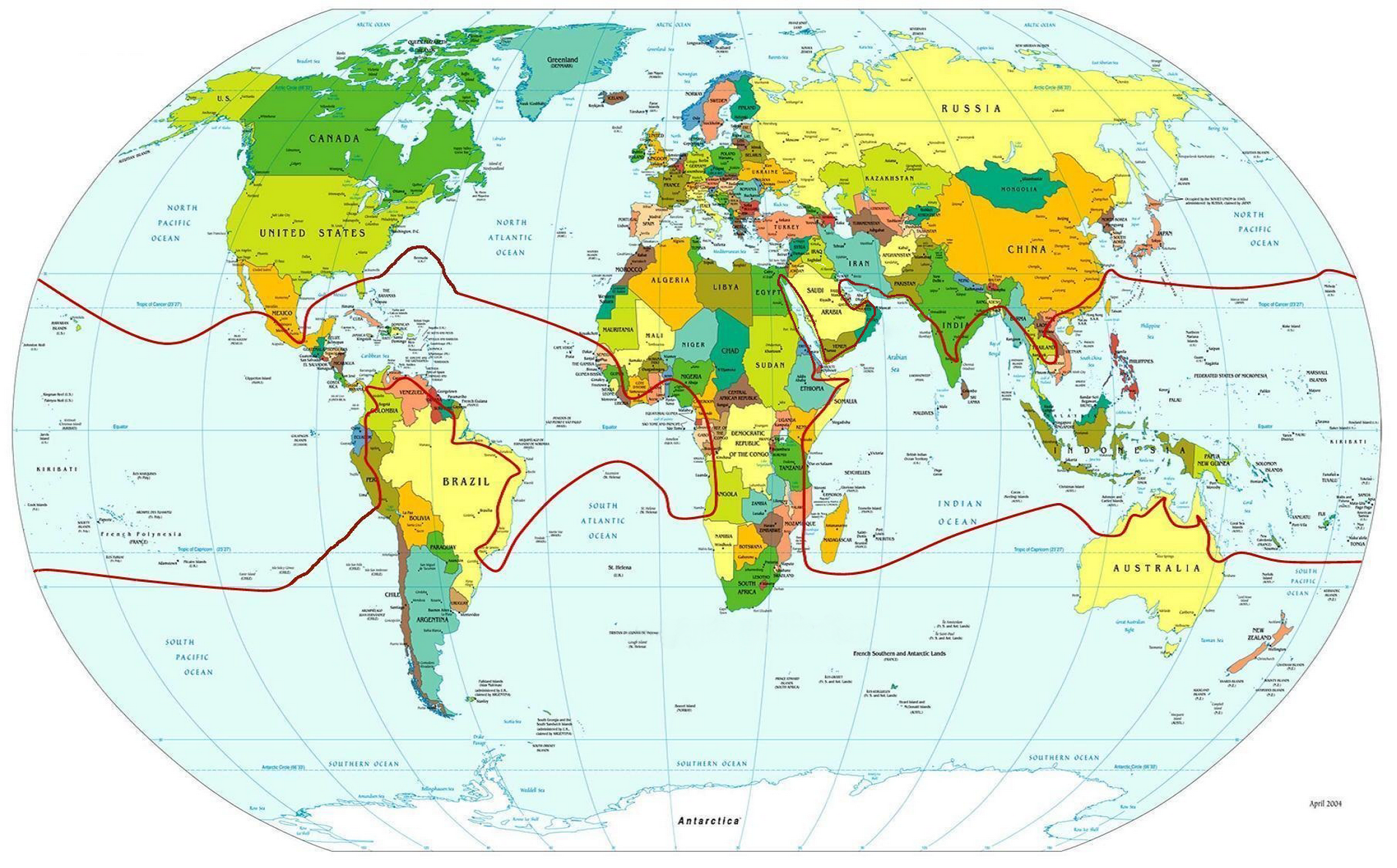
Карта естественного распространения кокосовой пальмы на 2004 год

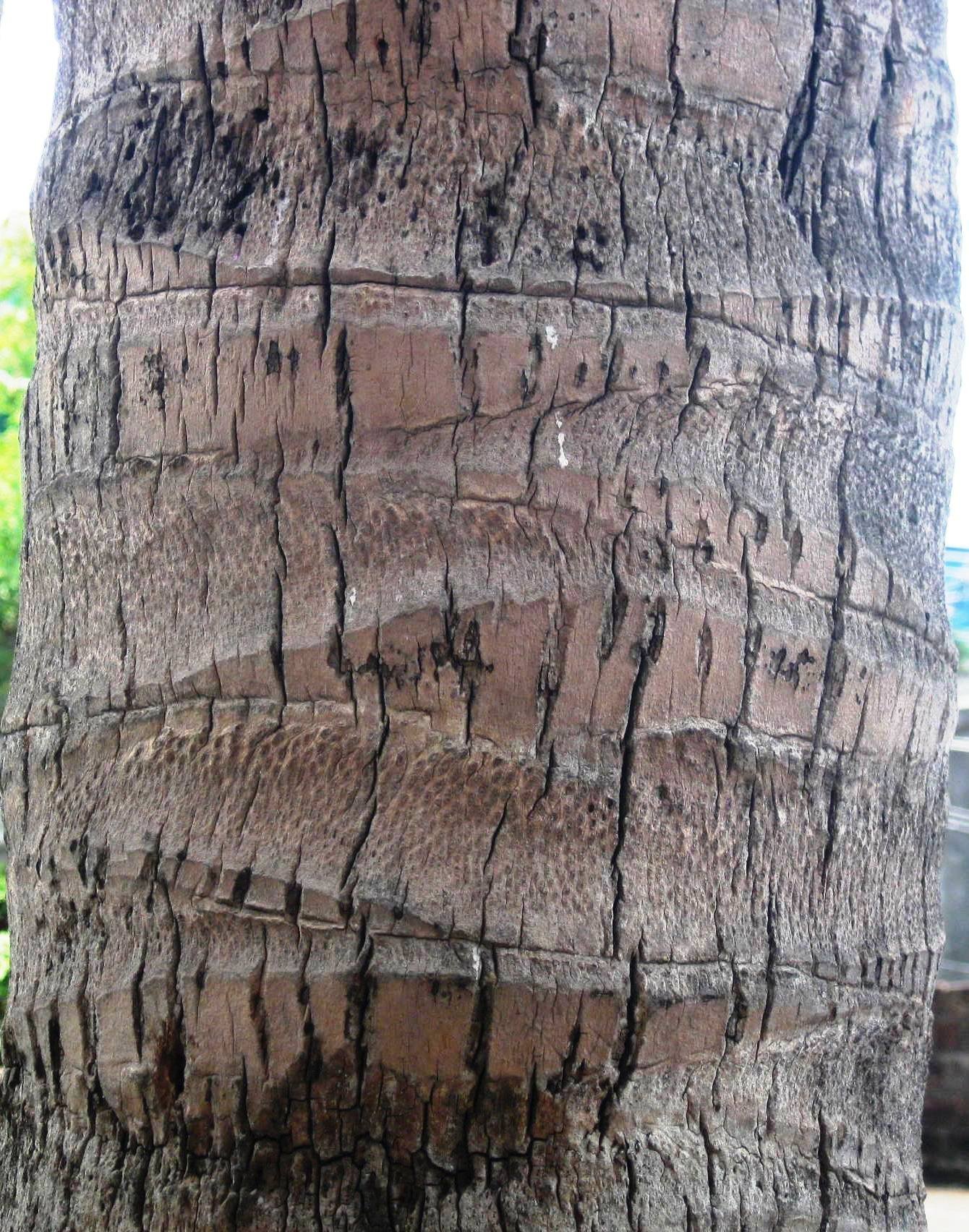
Ствол кокоса

Родина кокосовой пальмы точно неизвестна — предположительно она родом из Юго-Восточной Азии (Малайзии). Сейчас она повсеместно распространена в тропиках обоих полушарий, как в культурном, так и в дикорастущем виде. На Филиппинах, Малайском архипелаге, полуострове Малакка, в Индии и на Шри-Ланке её разводят с доисторических времён. Кокос — растение морских побережий, предпочитающее песчаные почвы, поэтому первое место по объёмам производства с большим отрывом занимает многоостровное государство с обширной прибрежной площадью — Индонезия (см. ниже). Расширение его ареала шло с помощью человека и естественным путём: кокосовые орехи водонепроницаемы и свободно держатся на воде, далеко разносятся океаническими течениями, сохраняя при этом жизнеспособность.

## Значение и применение

### Кокосовый субстрат
Кокосовый субстрат — продукт промышленной переработки измельчённой кожуры и волокна кокосового ореха. Используется в садоводстве.

## Производство

Кокосовая пальма изображена на гербе Мальдив, а с 25 июля 1985 года является официальным государственным деревом-символом Мальдив

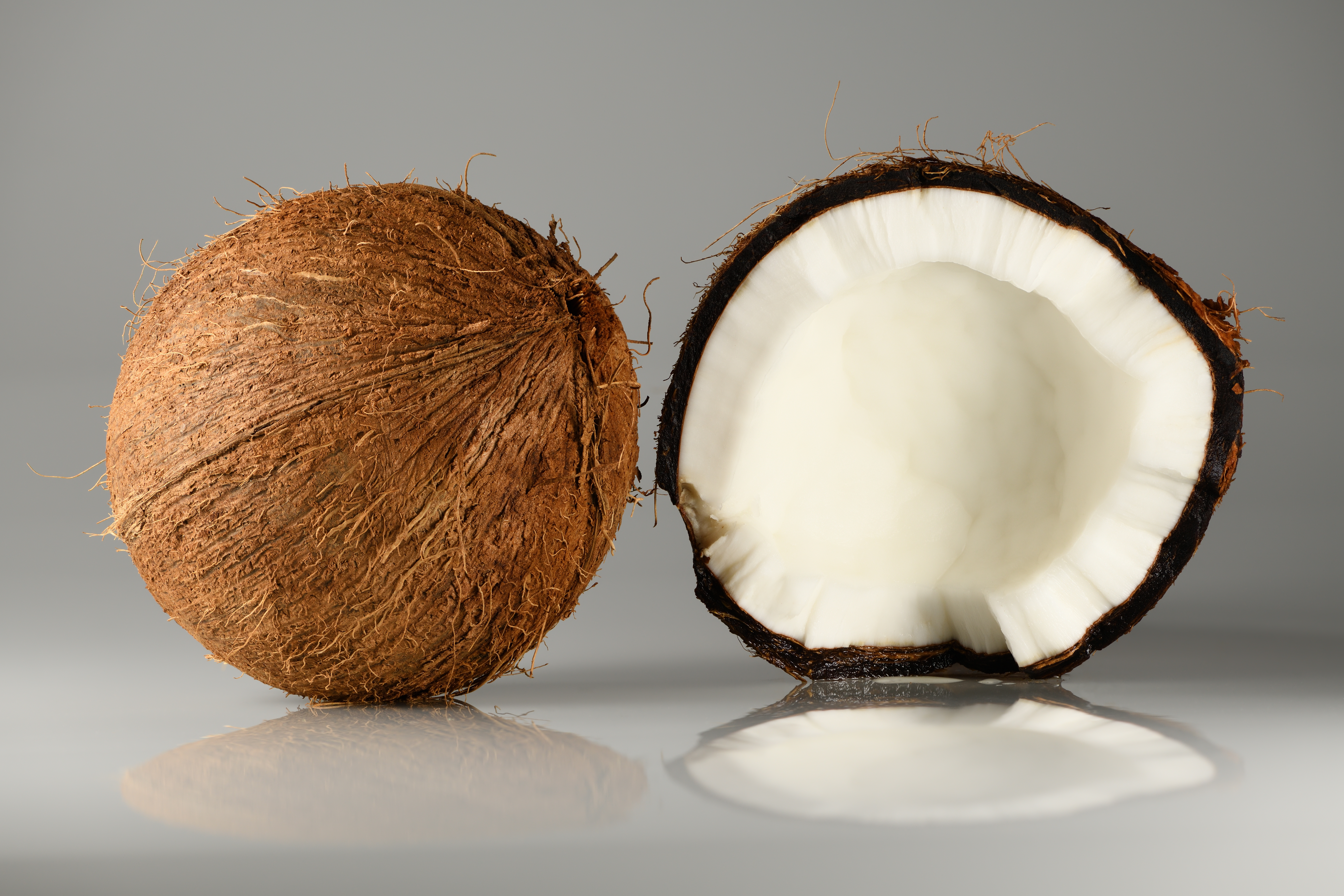
Кокосовые орехи

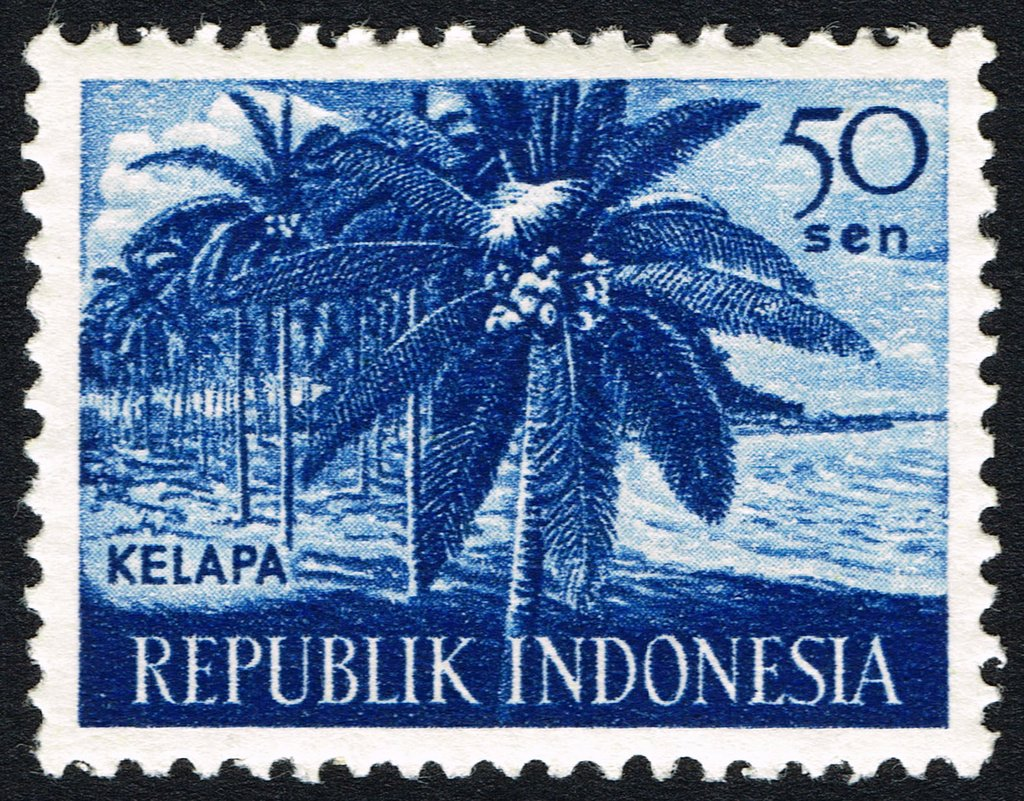
Почтовая марка Индонезии, 1960

| Страна                                                                   | тысяч тонн кокосовых плодов |
| ------------------------------------------------------------------------ | --------------------------- |
| Индонезия                                                                | 19 625                      |
| Филиппины                                                                | 14 852                      |
| Индия                                                                    | 11 769                      |
| Папуа — Новая Гвинея                                                     | 6770                        |
| Малайзия                                                                 | 5800                        |
| Мьянма                                                                   | 3700                        |
| Танзания                                                                 | 3700                        |
| Гана                                                                     | 3160                        |
| Ямайка                                                                   | 3110                        |
| Вануату                                                                  | 3077                        |
| Китай                                                                    | 2843                        |
| Бразилия                                                                 | 2831                        |
| Соломоновы Острова                                                       | 2760                        |
| Мозамбик                                                                 | 2650                        |
| Нигерия                                                                  | 2250                        |
| Шри-Ланка                                                                | 2180                        |
| Венесуэла                                                                | 1936                        |
| Таиланд                                                                  | 1721                        |
| Мексика                                                                  | 1157                        |
| Вьетнам                                                                  | 1046                        |
| источник: Продовольственная и сельскохозяйственная организация ООН (FAO) |                             |